# Oscar Wilde Centre
L'Oscar Wilde Centre è una unità accademica di ricerca e insegnamento presso il Trinity College, a Dublino. È stato fondato nel 1998 e si trova al 21 Westland Row, la casa in cui è nato e cresciuto Oscar Wilde. Questo edificio, che si trova nel perimetro del Trinity, è stato acquistato nel XX secolo come parte di un programma di espansione. Il Centro offre due programmi post laurea: il M.Phil in scrittura irlandese e un altro in scrittura creativa (il primo programma di questo tipo in Irlanda). Il centro fu fondato dai poeti Brendan Kennelly e Gerald Dawe, che fungeva da direttore. Richard Ford, uno scrittore americano vincitore del premio Pulitzer, è entrato a far parte dello staff nel 2008 come professore a contratto.
Dal 2007 il Centro gestisce anche il Premio Rooney per la letteratura irlandese, un premio annuale per uno scrittore irlandese di età inferiore a 40 anni.